# Związki cykliczne
Związki cykliczne – obszerna grupa związków chemicznych, w których strukturze występują atomy związane z sobą w ten sposób, że tworzą jeden lub więcej zamkniętych pierścieni.
Większość znanych tego rodzaju struktur to związki organiczne, w których układy cykliczne są tworzone zazwyczaj, choć nie zawsze przez atomy węgla. Istnieją jednak również nieorganiczne związki cykliczne, np. cyklofosfazeny, cyklosiarczki czy borazol. W związkach cyklicznych występować mogą struktury pierścieniowe liczące od 3 (np: cyklopropan) do nawet setek atomów (makrocykliczne), najczęściej spotykaną w chemii organicznej liczbą jest jednak 5 lub 6 atomów.
Związki cykliczne, ze względu na to, czy ich pierścienie składają się z jednego rodzaju atomów czy też wielu dzieli się na:
- związki homocykliczne (zwane także izocyklicznymi) – czyli takie, w których pierścienie składają się tylko z jednego rodzaju atomów (np: cykloheksan)[1];
  - szczególnym rodzajem są związki karbocykliczne, tj. takie, w których pierścieniach występują tylko atomy węgla[2]; te ostatnie dzieli się jeszcze na układy alicykliczne i aromatyczne
- związki heterocykliczne – w których występują pierścienie zbudowane z dwóch i więcej rodzajów atomów (np: glukoza)

Ze względu na liczbę i sposób powiązania pierścieni rozróżnia się z kolei:
- związki monocykliczne – w których występuje tylko jeden pierścień
- związki policykliczne – w których występuje więcej niż jeden pierścień; związki te z kolei dzieli się dalej na:
  - z izolowanymi pierścieniami – w związkach tych pierścienie nie są z sobą bezpośrednio połączone, lecz połączone przez przynajmniej jedno dodatkowe wiązanie chemiczne lub atom (np. bisfenol A)
  - układy spiranowe – w których jeden i tylko jeden atom jest współdzielony przez dwa pierścienie[3]
  - układy bicykliczne i mostkowe, w których dwa pierścienie nawzajem się łączą dwoma atomami, w dwóch różnych punktach tworząc rodzaj klatki
  - z pierścieniami sprzężonymi – w związkach tych pierścienie są z sobą bezpośrednio połączone dwoma lub więcej sąsiadującymi z sobą atomami (np: naftalen); dzieli się je jeszcze dalej na układy orto- (w których współdzielone są dwa i tylko dwa atomy z każdym ze sprzężonych cykli, np. naftalen) i peri-cyklicznych, w których występują układy, gdzie dzielone są więcej niż dwa atomy (np: antracen)[4].